# Daniel Němeček
Daniel Němeček (* 11. August 1991 in Prag) ist ein ehemaliger tschechischer Sprinter, der sich auf den 400-Meter-Lauf spezialisiert hat.

## Sportliche Laufbahn
Erste internationale Erfahrungen sammelte Daniel Němeček im Jahr 2012, als er bei den Europameisterschaften in Helsinki im 400-Meter-Lauf bis ins Halbfinale gelangte und dort disqualifiziert wurde. Zudem belegte er mit der tschechischen 4-mal-400-Meter-Staffel mit neuem Landesrekord von 3:02,79 min den fünften Platz. Im Jahr darauf gewann er dann bei den Halleneuropameisterschaften in Göteborg in 3:07,64 min die Bronzemedaille hinter den Teams aus dem Vereinigten Königreich und Russland. Im Juli belegte er bei den U23-Europameisterschaften in Tampere in 46,47 s den sechsten Platz über 400 Meter und erreichte auch im Staffelbewerb mit 3:05,82 min Rang sechs. Mit der Staffel nahm er anschließend an den Weltmeisterschaften in Moskau teil, verpasste dort aber mit 3:04,54 min den Finaleinzug. 2014 scheiterte er bei den Europameisterschaften in Zürich mit 46,47 s in der ersten Runde über 400 Meter und mit der Staffel klassierte er sich in 3:04,56 min auf dem siebten Platz. 2015 gewann er bei den Halleneuropameisterschaften in Prag in 3:04,09 min die Bronzemedaille, diesmal hinter den Teams aus Belgien und Polen. Im Juli 2018 bestritt er bei den tschechischen Klubmeisterschaften in Ostrava seine letzten Wettkämpfe und beendete daraufhin seine aktive sportliche Karriere im Alter von 26 Jahren.
In den Jahren 2012 und 2014 wurde Němeček tschechischer Meister im 400-Meter-Lauf sowie 2012 auch in der 4-mal-400-Meter-Staffel. Zudem wurde er 2013 Hallenmeister über 400 Meter.

## Persönliche Bestzeiten
- 400 Meter: 46,09 s, 3. August 2014 in Ostrava
  - 400 Meter (Halle): 46,74 s, 22. Februar 2015 in Prag